# Пира Судхам
Пира Судхам (тайск.: พีระ สุธรรม, 1942, Таиланд) — тайский писатель.

## Детство, образование
Пира Судхам родился на северо-востоке Таиланда в Исане. В 14 лет перебрался в Бангкок, жил и работал в монастыре, учился в местной школе. После школы поступил в государственный университет имени Чулалонгкорна в Бангкоке на факультет гуманитарных наук. Свои работы Пира Судхам публиковал исключительно на английском языке.
После окончания университета Пира Судхам уехал из Таиланда. Он жил в Новой Зеландии, Австралии, Гонконге и Великобритании. Пира Судхам учился в Оклендском университете в Новой Зеландии, а также в университете королевы Виктории в Веллингтоне в Новой Зеландии. Продолжал писать рассказы, стихи, романы. В 1990 году был номинирован на Нобелевскую премию по литературе.

## Творчество
Его первый роман назывался «Страна муссонов» («Monsoon Country»). «Сила кармы» («The Force of Karma») — еще один роман, получивший признание в Таиланде и за рубежом, считается продолжением «Страны муссонов». Оба романа посвящены переломным периодам в современной истории Таиланда: событиям октября 1973 года, когда жители Бангкока вышли на улицы, требуя установления демократии в стране; события октября 1976 (бойня в Таммасатском университете), событиям мая 1992 года («Кровавый май»).
В 2014 году в электронном варианте вышла книга «It is the people of Thailand and Other Countries», антология самых выдающихся рассказов Пиры Судхама: советы по выживанию в Бангкоке от беспризорника и торговца уличной едой, исповедь трансвестита, история юной тайской девушки в поисках любви в Германии.
Пира Судхам посвятил свое творчество людям, которые живут в Исане, который считается самым бедном районе Таиланда. Для туристов Таиланд — это развивающаяся и богатая страна с роскошными курортами, но практически никто за рубежом не знает, как живут люди в Исане. В своих интервью Пира Судхам не раз говорил, что считает своим долгом помочь людям, проблемы которых не просто не озвучиваются в СМИ, а просто забыты. Его рассказы «Tales of Thailand», «People of Esarn — The Damned of Thailand & The Kingdom in Conflicts» затрагивают многие проблемы, с которыми столкнулись жители Исана: вырубка лесов, торговля детьми, рабство, проституция, секс-туризм, торговля наркотиками, загрязнение окружающей среды.